# 謊言 (SID)
谎言（日语：嘘）是日本視覺系樂團SID正式出道後的第三张单曲。於2009年4月29日由唱片公司Ki/oon Records販售。

## 概要
離前作3個月的時間後所發行。初回盤的A、B版本收錄不同的影像DVD作品。此曲也是由團員中擔任鼓手的ゆうや第一次被選為A面的作曲。
於2009年4月1日先行配信，播送了來電答鈴版本。
此曲初期於MUSIC STATION演出。日本唱片協会於2009年5月度唱片認定作品。
作曲概念為「剎那之美」。

## 收錄曲
1. 嘘 [3:25]
作詞：マオ、作曲：ゆうや、編曲：シド・西平彰）
  - MBS・TBS播出的电视动画《钢之炼金术师 FULLMETAL ALCHEMIST》ED
  - TV 版本的歌詞為有關情感轉變成為兄弟情誼般的歌詞、但基本上整體歌詞以戀愛般的情感描述為主。
2. 日傘 [5:08]
作詞：マオ、作曲：Shinji、編曲：シド・Sakura
  - 團長マオ曾說「這首曲子雖然有點Coupling,卻是很受歡迎的歌曲」。
3. 誘感コレクション （Live at 日本武道館 2008.11.2.） [3:34]
作詞：マオ、作曲：御恵明希、編曲：シド・Sakura

### 鋼の錬金術師 FULLMETAL ALCHEMIST盤
1. 嘘
2. 嘘-「鋼の錬金術師 FULLMETAL ALCHEMIST」ED Ver.-
3. 嘘-Instrumental-

## 收錄Album 專輯
- 『hikari』（#1）